# NGC 4074
NGC 4074 este o galaxie seyfert de tip 2⁠(d) situată în constelația Părul Berenicei. A fost descoperită în 27 aprilie 1785 de către William Herschel. Se află la o distanță de 96,9 de megaparseci de Pământ.